# Christian Di Candia
Christian Martín di Candia Cuña (Montevideo, 1981) è un politico uruguaiano.

## Biografia
Si è laureato presso la facoltà di Scienze Politiche dell'Università della Repubblica di Montevideo. Dal luglio 2015 all'aprile 2019, ha ricoperto l'incarico di vice-segretario del dipartimento di Montevideo.
Il 10 aprile 2019 è stato proclamato sindaco di Montevideo dopoché il suo predecessore Daniel Martínez, vincitore delle primarie del Fronte Ampio per le presidenziali, aveva dovuto rassegnare le dimissioni per poter così partecipare alla campagna elettorale.